# 대한민국 제15대 대통령 선거 울산광역시
이 문서는 대한민국 제15대 대통령 선거의 울산광역시 지역 개표 결과이다.

## 개표 결과

### 중구
|  | 54.98% |

|  | 25.92% |

|  | 13.51% |

|  | 5.21% |

|  | 0.15% |

|  | 0.11% |

|  | 0.08% |

### 남구 갑
|  | 59.25% |

|  | 23.65% |

|  | 13.45% |

|  | 3.35% |

|  | 0.13% |

|  | 0.09% |

|  | 0.05% |

### 남구 을
|  | 56.10% |

|  | 25.26% |

|  | 14.37% |

|  | 3.92% |

|  | 0.15% |

|  | 0.11% |

|  | 0.06% |

### 동구
|  | 41.37% |

|  | 26.21% |

|  | 22.44% |

|  | 9.65% |

|  | 0.12% |

|  | 0.09% |

|  | 0.08% |

### 북구
|  | 43.46% |

|  | 27.30% |

|  | 14.74% |

|  | 14.00% |

|  | 0.24% |

|  | 0.14% |

|  | 0.08% |

### 울주군
|  | 50.63% |

|  | 32.89% |

|  | 12.91% |

|  | 2.88% |

|  | 0.38% |

|  | 0.17% |

|  | 0.10% |

## 전체 결과
|  | 51.35% |

|  | 26.69% |

|  | 15.41% |

|  | 6.13% |

|  | 0.18% |

|  | 0.11% |

|  | 0.08% |

한나라당 이회창 후보가 과반이 넘는 51.35%의 득표율을 기록하면서 울산광역시에서 승리를 거두었다.
국민신당 이인제 후보는 26.69%의 득표율을 기록하면서 2위, 새정치국민회의 김대중 후보는 15.41%의 득표율을 차지하면서 3위를 차지했다. 이인제와 김대중 후보는 각각 전국 대비 높은 득표율, 전국 대비 낮은 득표율을 기록하였다. 하지만 부울경 지역으로 범위를 좁히면 이인제 후보는 세 지역 중 가장 낮은 득표율, 김대중 후보는 가장 높은 득표율을 기록했다.
건설국민승리21 권영길 후보는 6.13%의 득표율을 보이면서 가장 선전한 지역이 되었다.

### 주요 후보 결과
| 지역    | 이회창 | 이회창 | 김대중 | 김대중 | 이인제 | 이인제 | 권영길 | 권영길 |
| 지역    | 득표수 | 득표율 | 득표수 | 득표율 | 득표수 | 득표율 | 득표수 | 득표율 |
| ------- | ------ | ------ | ------ | ------ | ------ | ------ | ------ | ------ |
| 중구    | 67,509 | 54.98% | 16,597 | 13.51% | 31,830 | 25.92% | 6,402  | 5.21%  |
| 남구 갑 | 53,780 | 59.25% | 12,216 | 13.45% | 21,475 | 23.65% | 3,041  | 3.35%  |
| 남구 을 | 41,404 | 56.10% | 10,610 | 14.37% | 18,643 | 25.26% | 2,897  | 3.92%  |
| 동구    | 42,533 | 41.37% | 23,075 | 22.44% | 26,950 | 26.21% | 9,924  | 9.65%  |
| 북구    | 23,553 | 43.46% | 7,993  | 14.74% | 14,799 | 27.30% | 7,590  | 14.00% |
| 울주군  | 40,219 | 50.63% | 10,260 | 12.91% | 26,127 | 32.89% | 2,291  | 2.88%  |

한나라당 이회창 후보가 울산광역시 내 전 지역에서 승리를 거두었다. 이회창 후보는 도심 지역인 중구와 남구 외곽의 울주군에서는 과반이 넘는 득표율을 기록하였지만 공장이 많아 노동자들이 많이 있는 동구와 북구 지역에서는 40%대의 득표율에 머물렀다.
국민신당 이인제 후보는 전 지역에서 20% 이상의 득표율을 기록했다. 특히 울주군에서는 32.89%의 득표율을 기록하면서 가장 높은 득표율을 올렸다.
새정치국민회의 김대중 후보는 모든 지역에서 두 자릿수 득표율을 기록했다.
건설국민승리21 권영길 후보는 상대적으로 동구와 북구 지역에서 높은 득표율을 기록했다. 특히 북구에서는 14.00%의 득표율을 기록하면서 두 자릿수대 득표율을 받는 결과를 얻기도 했다.

## 같이 보기
- 대한민국 제15대 대통령 선거